# Kvarntjärnen (Mora socken, Dalarna, vid Acksi)
Kvarntjärnen är en sjö i Mora kommun i Dalarna och ingår i Dalälvens huvudavrinningsområde.